# Bombus hedini
Bombus hedini là một loài Hymenoptera trong họ Apidae. Loài này được Bischoff mô tả khoa học vào năm 1936.